# Jan Vijlbrief
Jan Vijlbrief (Leiden, 3 juni 1868 - aldaar, 9 juli 1895), was een Nederlands kunstschilder. Hij  maakte landschappen, stadsgezichten en stillevens en werkte in de stijl van het pointillisme.
Vijlbrief studeerde in Leiden aan het Mathesis Scientiarum Genitrix. Hij won reeds op zeventienjarige leeftijd prijzen met zijn tekeningen. Later studeerde hij aan de kunstacademie in Den Haag. Naar alle waarschijnlijkheid bezocht Vijlbrief aldaar in 1892 de door Jan Toorop georganiseerde tentoonstelling van Les Vingt. Hier kon het Nederlandse publiek, na een eerdere tentoonstelling van het neo-impressionisme in Amsterdam (1889), ten tweeden male kennismaken met het werk van Georges Seurat, Paul Signac en andere pointillisten. In navolgende jaren begon hij zelf in deze 'divisionistische' stijl te werken, net als een aantal andere schilders, onder wie Johan Thorn Prikker, Jan Aarts en Henk Bremmer. 
Op zevenentwintigjarige leeftijd maakte hij een einde aan zijn leven.
Werk van zijn hand is in bezit van onder andere het Indianapolis Museum of Art in Indianapolis, USA.

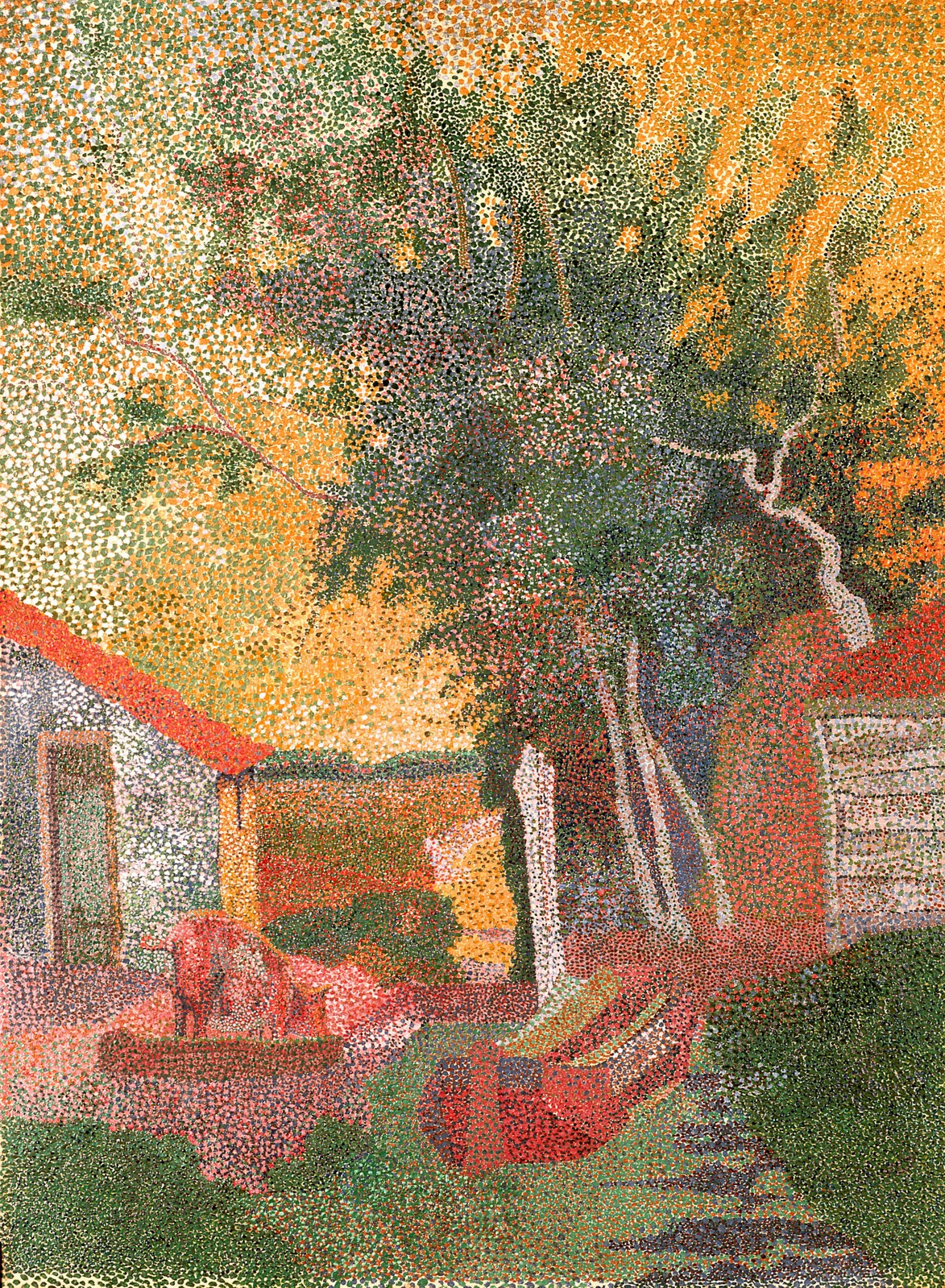
Bootje aan de oever, 1894 of 1895